# Sankt Florianer Sängerknaben
Les Sankt Florianer Sängerknaben (en français : Petits chanteurs de Saint-Florian), est un chœur de garçons attaché à l'Abbaye de Saint-Florian (Haute-Autriche). C'est un des plus anciens chœurs d'enfants en Europe.

## Historique
L'histoire du Monastère de Saint-Florian, situé près de Linz, remonte au sépulcre paléochrétien du martyr Florián de Lorch (304). La tombe baroque érigée par Carlo Carlone et Jakob Prandtauer appartient aux plus prestigieux monuments de l'architecture autrichienne. L'existence de l'Institut des Petits chanteurs est documentée depuis l'année 1071, quand les chanoines augustins se sont chargés du monastère.
Les musiciens qui ont été formés en étant petits chanteurs dans ce monastère sont très nombreux; le plus célèbre est Anton Bruckner, dont le nom est inséparable de celui de Saint-Florian.

## Directeur
L'actuel directeur est Franz Farnberger, né le 8 juillet 1952 à Schrems.
Il suit des cours de piano à l'Université Bruchner de Linz. De 1976 à 1983, il a été maître de chapelle des Petits Chanteurs de Vienne et en septembre 1983 il a quitté ce poste pour diriger les Petits chanteurs de Saint-Florian.

## Collège
Il y a approximativement cinquante ans que le monastère ne possède plus de collège privé. Les « internes » vivent à l'Internat (durant les jours d'école, les week-ends en général non), les « externes » vivent dans leur famille. Les deux groupes étudient habituellement au Collège Secondaire de St-Florian, où il y a une classe préparée pour eux depuis 1991. Quelques petits chanteurs fréquentent également des instituts des environs.

## Filles
Actuellement il n'y a pas de filles parmi les petits chanteurs. Cependant, il y a eu une époque où elles étaient admises pour des raisons de places libres. Elles ne pouvaient pas participer aux concerts.
Dans les classes du collège secondaire des petits chanteurs, les filles reçoivent cependant une formation musicale. Tous les élèves chantent au sein d'un chœur scolaire qui se produit lors de fêtes comme pour les messes au collège. Peuvent fréquenter ces classes des élèves qui ne sont pas petits chanteurs, mais ils doivent faire partie du chœur scolaire.

## Répertoire
Le chœur a un répertoire très étendu. Il donne des concerts dans des églises ou salles de concert, certaines fois en coopération avec le chœur d'hommes de Saint-Florian, accompagné ou non par des ensembles instrumentaux. Certains programmes sont consacrés à la musique ancienne en collaboration avec des ensembles renommés d'instruments anciens comme Ars Antiqua Austria. Il intervient dans certains opéras où la présence de chœur de garçons est nécessaire. Il participe à certains mariages, enterrements ou autres cérémonies.

## Des concerts dans le monde entier
Au cours des dernières années, le chœur de garçons de Saint-Florian s'est rendu dans tous les continents. Ils sont devenus très connus parmi les chœurs de garçons grâce à tous ces voyages autour du monde. Ils ont déjà visité l'Australie (1995), l'Amérique du Sud (1996, 2000 et 2004), le Japon (1993, 1997), les États-Unis / Canada (1999, 2003 et 2006), l'Afrique du Sud (1998, 2002), la Thaïlande / Inde (2005), le Mexique (2007), la Chine (2008), les Émirats arabes unis (2009) et l'Afrique du Sud (2010).

## Discographie
- Franz Farnberger, Anton Bruckner in St. Florian – Requiem & Motetten, St. Florianer Sängerknaben - CD : Studio SM D2639 SM 44, 1997 (avec le Magnificat et le Psaume 22)
- Gunar Letzbor, Joseph Balthasar Hochreither - Requiem; Missa Jubilus sacer. St. Florianer Sängerknaben, Ars Antiqua Austria - CD : Pan Classics PC 10264, 2014